# Kallham
Kallham település Ausztriában, Felső-Ausztria tartományban, a Grieskircheni járásban, területe 26,7 km².

## Fekvése
Tengerszint feletti magassága 397 méter. Kallham Peuerbach, Pötting, Neumarkt im Hausruckkreis, Taufkirchen an der Trattnach, Wendling, Dorf an der Pram, Riedau, Zell an der Pram és Altschwendt településekkel határos.

## Népesség
Lakosainak száma 2498 fő (2018. január 1.).